# Rhacodactylus
Rhacodactylus, del griego clasico ῥακός (rhakós), "andrajo", y y δάκτυλος (dáktulos), "dedo", es un género de geckos la familia Diplodactylidae e incluye a un grupo especies arbóreos, endémicos de Nueva Caledonia.

## Especies
Se reconocen las siguientes cuatro especies:
- Rhacodactylus auriculatus (Bavay, 1869)
- Rhacodactylus leachianus (Cuvier, 1829)
- Rhacodactylus trachycephalus Boulenger, 1878
- Rhacodactylus trachyrhynchus Bocage, 1873